# Abd al-Aziz al-Hakim
Abd al-Aziz al-Hakim, arab. ‏عبد العزيز الحكيم‎ (ur. 1953, zm. 26 sierpnia 2009 w Teheranie) – iracki polityk i teolog szyicki.

## Życiorys
Był synem Muhsina Bakira al-Hakima, jednego z irackich ajatollahów szyickich. Studiował teologię i prawo islamskie w jednej ze szkół religijnych w An-Nadżafie, jednak nie ukończył ich, gdyż w 1980 uciekł do Iranu przed represjami ze strony rządzącej dyktatorsko partii Baas. Wcześniej był trzykrotnie aresztowany, a sześciu jego braci zginęło. W 1982 był jednym z twórców Najwyższej Rady Rewolucji Islamskiej w Iraku, której celem było rozszerzenie irańskiej rewolucji islamskiej na sąsiedni Irak, z czasem jednak organizacja przeszła na pozycje bardziej umiarkowane, a w emigracyjnej opozycji antysaddamowskiej nie odgrywała większej roli. Abd al-Aziz al-Hakim walczył po stronie Iranu w wojnie iracko-irańskiej, dowodząc zbrojnym skrzydłem rady – Brygadą Badr, bezpośrednio wspieraną przez irański Korpus Strażników Rewolucji Islamskiej.
Abd al-Aziz al-Hakim przybył do Iraku po obaleniu rządów Saddama Husajna przez interwencję pod dowództwem Stanów Zjednoczonych. W sierpniu 2003 zastąpił swojego zamordowanego brata Muhammada Bakira na stanowisku przewodniczącego Najwyższej Irackiej Rady Rewolucji Islamskiej, która następnie zmieniła nazwę na Najwyższą Islamską Radę Iraku. Wprowadził swoją organizację do wyborczej koalicji utworzonej przez partie szyickie – Zjednoczonego Sojuszu Irackiego i był jej nieformalnym liderem. Wzbudzał kontrowersje, wzywając do utworzenia autonomicznego regionu szyickiego w Iraku, obejmującego dziewięć południowych prowincji kraju. Przeciwko propozycji tej protestowali politycy sunniccy, oskarżając al-Hakima o dążenie do rozbioru Iraku. Al-Hakim był również za nadaniem autonomii Kurdystanowi. Zjednoczony Sojusz Iracki zwyciężył w wyborach parlamentarnych w Iraku w styczniu 2005 oraz w grudniu tego samego roku.
W grudniu 2006 spotkał się z prezydentem Stanów Zjednoczonych George’em W. Bushem.
W kolejnych wyborach parlamentarnych w Iraku w 2009 partia al-Hakima wystartowała w koalicji z kilkoma mniejszymi organizacjami religijnymi i zajęła drugie miejsce, lecz uzyskała znacznie mniej głosów, niż podczas poprzednich wyborów parlamentarnych. W 2009 Abd al-Aziz al-Hakim zmarł na raka płuc.